# Spoorlijn Pönitz - Ahrensbök
De spoorlijn Pönitz - Ahrensbök was een Duitse spoorlijn in Sleeswijk-Holstein en was als spoorlijn 1111 onder beheer van DB Netze.

## Geschiedenis

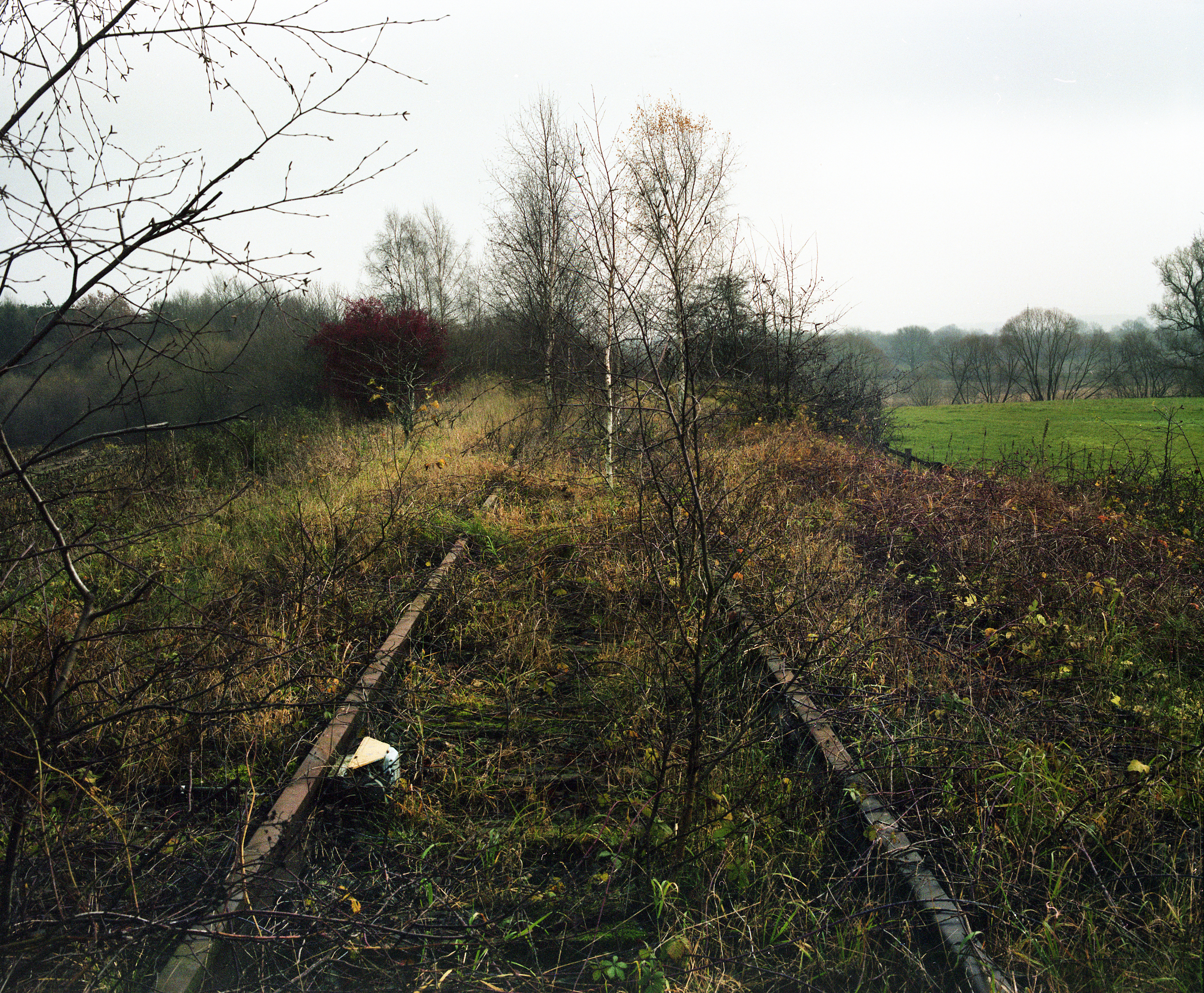
De spoorlijn in 2011.

Het traject werd door de Eutin-Lübecker Eisenbahngesellschaft geopend op 10 mei 1886. Op 23 mei 1954 werd het personenvervoer gestaakt. Na opheffen van het goederenvervoer werd de lijn op 29 mei 1988 gesloten en vervolgens opgebroken. 

## Aansluitingen
In de volgende plaats was er een aansluiting op de volgende spoorlijn:
Pönitz
DB 1110, spoorlijn tussen Eutin en Bad Schwartau